# Akut svår astma
Akut svår astma kan innebära ett livshotande tillstånd som kräver snabbt insatt behandling med inhalation av bronkdilaterande läkemedel i hög dos, det vill säga medicin som utvidgar bronkerna i lungorna, förutom syrgas och kortikosteroider.

## Sjukdomsbild
Bronkobstruktion, förträngning av luftrören, ger rubbningar i förhållandet mellan ventilation och perfusion (genomblödning), vilket leder till sänkning av syrgastrycket, PO2. På grund av hyperventilation sjunker koldioxidtrycket, PCO2 ,till att börja med, men med ökad obstruktion och utmattning uppkommer hypoventilation varvid PCO2 stiger. 

## Utlösande faktorer
Svår astma kan utlösas vid bland annat exponering av allergener eller luftvägsirriterande partiklar, kroppsansträngning, kyla, virusinfektioner samt läkemedel eller mat som patienten är allergisk mot.

## Förekomst
Med allt bättre behandling av grundsjukdomen, framförallt konsekvent användning av kortisonpreparat i inhalationsform, har de akuta svåra astmaanfallen blivit mer ovanliga.

## Symtom och diagnos
Försvårad andning är det dominerande symtomet. Oro, ångest, utmattning och så småningom omtöckning kan tillkomma, allteftersom tillståndet förvärras. 
När man lyssnar på lungorna hör man försvagat andningsljud, förlängd utandningsfas och pipande eller tjutande biljud, ronki. Vid mycket svår obstruktivitet kan ronki saknas.

## Behandling

### Egenbehandling
Personer med astma bör förses med individuell handlingsplan att ta till vid akut försämring. En egen PEF-mätare rekommenderas. Astmatikern får instruktioner hur den skall göra om PEF sjunker under 85% av det förväntade värdet. 
Vid svår eller livshotande attack bör astmatikern eller anhöriga omedelbart kontakta en alarmeringscentral.

### Behandling på akutmottagning
I regel ges syrgas vid svåra astmaanfall, antingen i näskateter eller med näsgrimma.
De flesta som behövt uppsöka läkare för akut svår astma behöver kortisonpreparat. Effekten av kortisonpreparaten kommer först efter några timmar. Oftast ges kortisonpreparat numera i form av tabletter,
Om astmatikern inte snabbt förbättras av behandlingen på läkarmottagning kan vård på sjukhus behövas. Däremot är det numera mycket sällan en astmapatient behöver behandling på intensivvårdsavdelning.

### Åtgärder vid hemgång från akutmottagningen
De flesta ordineras en kortisonkur, som fortsätts tills patientens PEF-värde är normalt.